# ساموراي شوداون سن
ساموراي شوداون سن (بالإنجليزية: Samurai Shodown Sen)‏ (باليابانية: サムライスピリッツ閃)، هي لعبة القتال طورت ونشرت بواسطة شركة إس إن كي، وهي اللعبة رقم 11 في سلسلة ساموراي شوداون، صدرت لأول مرة على الآركيد عام 2008، وتبعتها نسخة حصرية لجهاز إكس بوكس 360 عام 2010. كانت تسمى في إصدارها الأول بساموراي شوداون: إيدج أوف ديستني (بالإنجليزية: Samurai Shodown: Edge of Destiny)‏ بمعنى ساموراي شوداون: حافة المصير في الصين، وفي أغلب البلدان.

## القصة والشخصيات
تقع اللعبة في الفترة الفاصلة بين لعبتين ساموراي شوداون 64: واريورز ريدج، وساموراي شوداون: واريورز ريدج، وتضم 24 شخصية قابلة للعب، مع شخصيتين زعيمتين في نسخة الكونسول، و13 شخصية جديدة.
- انجليكا
- بلاك هوك
- شارلوت كريستين دي كولد
- كلود
- دراكو شخصية خصم قابلة للعب في نسخة الكونسول
- غالفورد د. ويلر
- غاروس
- غينجورو كيباغامي
- غولبا شخصية خصم قابلة للعب في نسخة الكونسول
- هانزو هاتوري
- هاوهمارو
- جي
- جينبي سوغاماتا
- جوبي ياجيو
- كازوكي كازاما
- كيم هاي ريونج
- كيريان
- كيوشيرو سينريو
- ناكورورو
- ريمورورو
- سوجيتسو كازاما
- سوزوهيمي
- تاكيشيو
- أوكيو تاتشيبانا
- والتر
- وان فو